# Swiss Wave
Swiss Wave ist die Bezeichnung für die Schweizer Variante des New Wave, welche sich ab 1976 im Rahmen der Punk- und Post-Punk/New-Wave-Bewegung entwickelte. Swiss Wave erreichte in den frühen 1980er Jahren den künstlerischen Höhepunkt. Einzelne Bands, wie z. B. Kleenex/Liliput,  Grauzone, Yello oder The Young Gods, fanden international grosse Beachtung.

## Geschichte

### Begriffsentstehung
Der Begriff „Swiss Wave“ lässt sich auf den Erfolg der ersten Kleenex-Single 1978 in Grossbritannien zurückführen. Auf Umwegen gelangte die EP nach London zu John Peel, welcher die Songs in seiner Radioshow spielte und den eigenwilligen Musikstil, in Anlehnung an New Wave, Swiss Wave nannte. Der Begriff wurde somit zu einem Synonym für Bands und Musik, welche im Rahmen der Schweizer Punk- und New-Wave-Bewegung entstand. So veröffentlichte das Zürcher Off Course-Label 1980 einen Vinyl-Sampler mit dem Namen Swiss Wave – the album.

### Swiss Wave 1976 bis 1985
Mit dem Entstehen der Punk- und New-Wave-Bewegung Mitte der 1970er Jahre in New York und London, entwickelte sich ab 1976 in der Schweiz eine eigenständige Szene. Zur damaligen Zeit wurde noch nicht gross zwischen Punk und New Wave unterschieden. Die Aufteilung in verschiedene Subszenen erfolgte Anfang der 1980er Jahre parallel mit der Entwicklung in Grossbritannien. Während einzelne Swiss Punk-Bands wie Nasal Boys sich musikalisch eher dem schnellen, aggressiven Rock von Sex Pistols & Co verschrieben, entwickelten andere Bands einen eigenen Musikstil, der sich am ehesten dem New Wave zuordnen lässt. Frühe Vertreter des Swiss Wave waren Kleenex, Troppo, Yello und Taxi.
Troppo debütierten im Dezember 1976 in der Roten Fabrik in Zürich mit einem avantgardistischen Dandy-Rock der sich an Vorbildern wie Roxy Music und Pere Ubu orientierte. Troppo mutierte 1979 zu Maloo und 1983 zu Double, welche 1985 mit The Captain of Her Heart einen Welthit landeten.
Die Zürcher Gruppe Taxi wurde speziell für Plattenaufnahmen im März/April 1977 gegründet. Das damals entstandene Album blieb Jahre unbemerkt, bis in den 1980er Jahren der Song Campari Soda sich, anfänglich als Geheimtipp, später als regelrechter Radiohit – und 2006 als Soundtrack zu einem Werbespot – durchsetzte. Die beiden Mitglieder Dominique Grandjean und Martin Walder gründeten anschliessend im Sommer 1977 die Gruppe Hertz. Diedrich Diederichsen schrieb dazu in Sounds über ihre erste LP im Jahre 1982: Hertz ist eine eigenständige, konsequente Schweizer Pop-Band. Weder sind sie anglo-amerikanischen Vorbildern sklavisch ergeben, noch nagt an ihnen irgendein aufdringliches pubertäres Lebensgefühl. … Hertz sind für mich ein Zeichen, dass sich in der Schweiz eine Entwicklung abzeichnet, gute Melodien und zurückhaltend kartographische Texte an die Stelle des allgegenwärtigen Neue Musik Pathos zu setzen, ohne dabei auch nur entfernt in die Nähe der neuen deutschen Albernheit zu geraten.
Kleenex, neben den englischen Bands Slits und Raincoats eine der drei ersten Frauenbands der Punk-Ära, veröffentlichten im November 1978 eine Single/EP mit vier Songs. Mit der originellen Mischung aus Art-School, Glamour und Punk-Noise gelang es, John Peel und weitere Musikkritiker zu begeistern und sie wurde der erste Swiss Wave Export-Hit. In der Folge ergatterte Kleenex einen Plattenvertrag mit Rough Trade und die Neuveröffentlichung der EP erreichte die UK-Charts.
Im selben Jahr 1979 veröffentlichte der Künstler Dieter Meier eine Single mit dem Titel cry for fame, wobei der Ruhm mit der im selben Jahr formierten Band Yello sich einige Jahre später einstellen sollte. Mit der, 1981 auf dem Residents-Label Ralph Records veröffentlichten, zweiten Maxi Bostich feierten Yello ihren ersten internationalen Club- und Radiohit.
Swiss Wave stellte keinen homogenen Musikstil dar, sondern zeigte sich sehr vielfältig. Entsprechend bildeten sich, analog zur Entwicklung in anderen Ländern, unterschiedliche Stilrichtungen. Der 1980 veröffentlichte Sampler Swiss Wave – The Album des Labels Off Course Records enthält, neben sechs weiteren Bands und deren Songs, das Stück Eisbär der Berner Band Grauzone. Mit diesem NDW-Hit gelang der Gruppe der Einzug in die österreichischen und deutschen Charts.
In den frühen 1980er Jahren entstanden, meistens als Folge der musikalischen Weiterentwicklung einzelner Bands resp. Musiker, weitere Gruppen, die dem Label Swiss Wave resp. New Wave zugeordnet werden können. So z. B.
- Blue China, eine Band um den Sänger, Gitarrist und Songschreiber Rudolph Dietrich (1976 Gründungsmitglied der Nasal Boys). Im November 1981 erschien die erste Single Visitors Never Come Alone der Zürcher Band. Ein Stück, das unverhohlen Trauer ausdrückte, feierlich klang und einen langsamen Rhythmus hatte.

- mittageisen, eine Gruppe aus Luzern, entwickelte ab 1981 einen eigenen, eher düsteren Musikstil, welcher damals – aufgrund des noch nicht vorhandenen Begriffs Dark Wave – in einem deutschen Fanzine mit Depro-Punk bezeichnet wurde. Im Januar 1985 veröffentlichte Mittageisen die Maxi-Single automaten, mit einem für die damalige Zeit neuartigen Electro-Sound. Die Single fand den Weg in die legendäre John Peel Show auf BBC Radio 1 und avancierte zum Indie-Disco Hit.

- The Vyllies, bestehend aus drei Frauen aus Lausanne, nahmen im Dezember 1983 ihre ersten fünf Stücke auf und veröffentlichten diese als Mini-Album. Speziell das Stück Whispers in the Shadow erreichte einen grösseren Bekanntheitsgrad. The Vyllies waren u. a. als Vorgruppe zu Minimal Compact, Anne Clark, Sex Gang Children und The Gun Club zu sehen resp. hören.

- The Young Gods entstanden 1985 und wurden mit ihrem damals revolutionären Sampler-Sound zu Pionieren des Industrial Rock. Die Coverversion von Gary Glitters Did You Miss Me erschien im Mai 1987 auf dem englischen Mute-Label. Das Debütalbum verbindet harte Heavy-Metal-Gitarrensamples mit Melodien im französischen Chanson-Stil. Die englische Musikpresse zeigte sich begeistert und der Melody Maker kürte die Platte zum „Album of the Year“.

Ein wichtiger Bestandteil von Swiss Wave in dieser Zeit war ihre Verbindung zur bildenden Kunst. Klaudia Schifferle (Kleenex) und Dieter Meier (Yello) waren/sind selber als Künstler aktiv. Zudem waren in verschiedenster Form Kunstschaffende in der New-Wave-Szene tätig. So gestaltete z. B. das inzwischen bekannte Künstler-Duo Fischli/Weiss die Cover der ersten Kleenex-Single sowie der ersten Hertz-LP.
Die einzelnen Bands waren stilprägend und beeinflussen bis heute die verschiedenen Stilrichtungen der aktuellen Musik. Viele der damaligen Musiker beendeten ihre Karrieren, nur wenige Musikprojekte überlebten.

## Bands und Musiker
- Blue China (Zürich)
- Expo (Zürich)
- Fresh Color (Aarau)
- Grauzone (Bern)
- Taxi/Hertz (Zürich)
- Hungry for What (Büren/Zürich)
- Kleenex/Liliput (Zürich)
- Nordland (Zürich)
- Maniacs (Genf)
- Mittageisen (Luzern)
- Mother’s Ruin (Zürich)
- The Needles (Genf)
- Stephan Eicher (Bern)
- Troppo/Maloo/Double (Zürich)
- The Vyllies (Lausanne)
- Yello (Zürich)
- The Young Gods (Fribourg)

## Diskografie (Sammelalben)
- 2001:  2CD Definitiv 1 – Zürich 1976–1986, RecRec Medien
- 2001:  CD Swiss Kult-Hits Vol. 2, CSR Records
- 1999:  CD Swiss Kult-Hits Vol. 1, CSR Records
- 1986:  2LP Definitiv – Zürich 1976 bis 1986, RecRec
- 1980:  LP Swiss Wave – the album, Off Course